# Aktiebolaget Lux

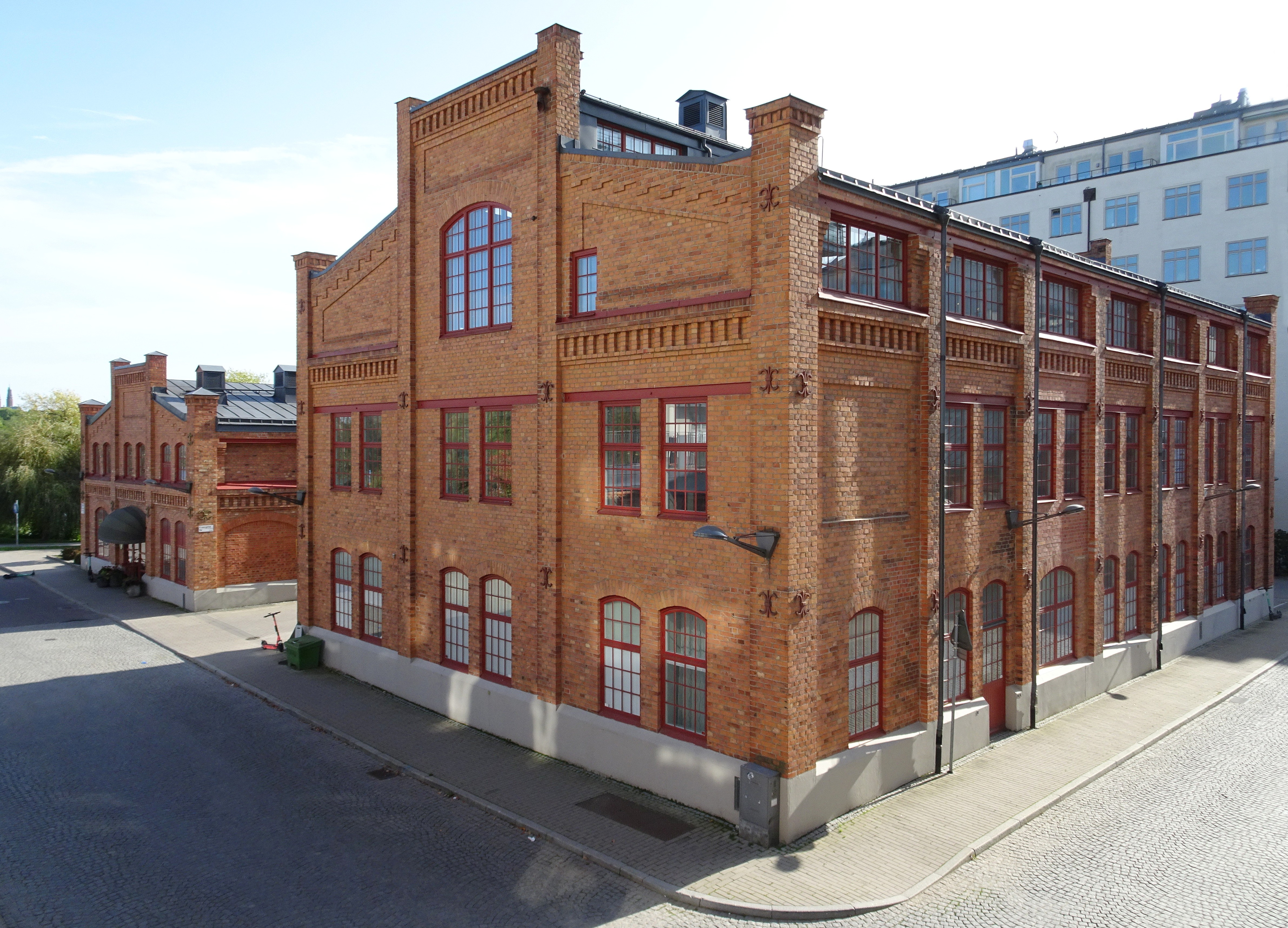
Bevarade verkstadsbyggnader på ön Lilla Essingen i Stockholm. Byggnaden närmast uppfördes 1908, den till vänster 1916 och i bakgrunden syns före detta laboratoriebyggnaden.

Aktiebolaget Lux (AB Lux fabriker) var ett svenskt verkstadsindustriföretag med fabrik på Lilla Essingen i Stockholm. Verksamheten flyttade 1908 från Kungsholmen till Lilla Essingen och blev 1919 en del av det nygrundade Elektrolux. Företagets fabriksbyggnader utökades därefter kontinuerligt. 1999 lades verksamheten ner, de flesta byggnader revs och ett nytt bostadsområde uppfördes mellan 2003 och 2006. Några av de ursprungliga industribyggnaderna bevarades. Tre av dem är blåmärkta av Stadsmuseet i Stockholm vilket innebär "att bebyggelsen bedöms ha synnerligen höga kulturhistoriska värden".

## Historik

### AB Lux flyttar till Lilla Essingen

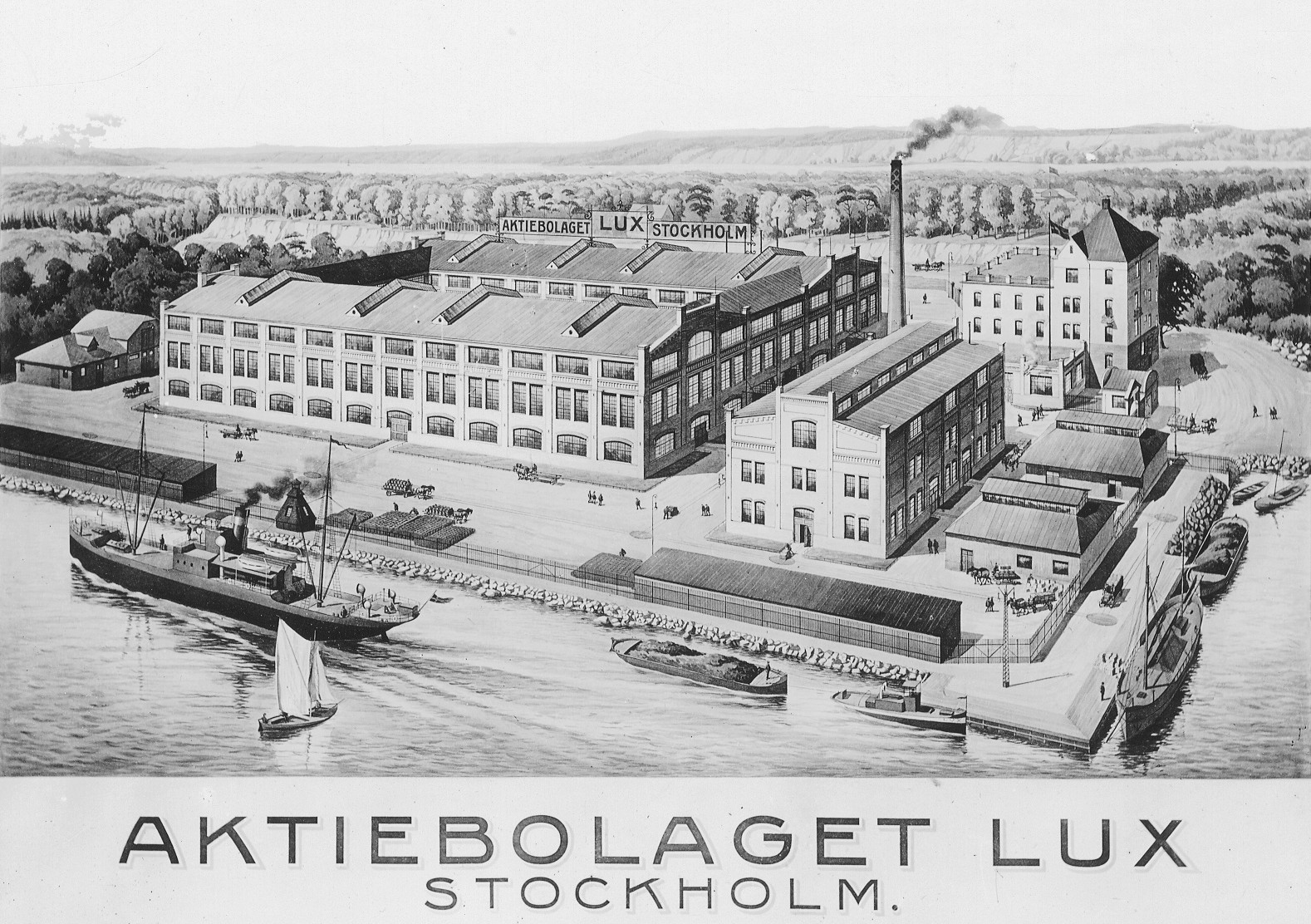
Fabriken på 1910-talet.

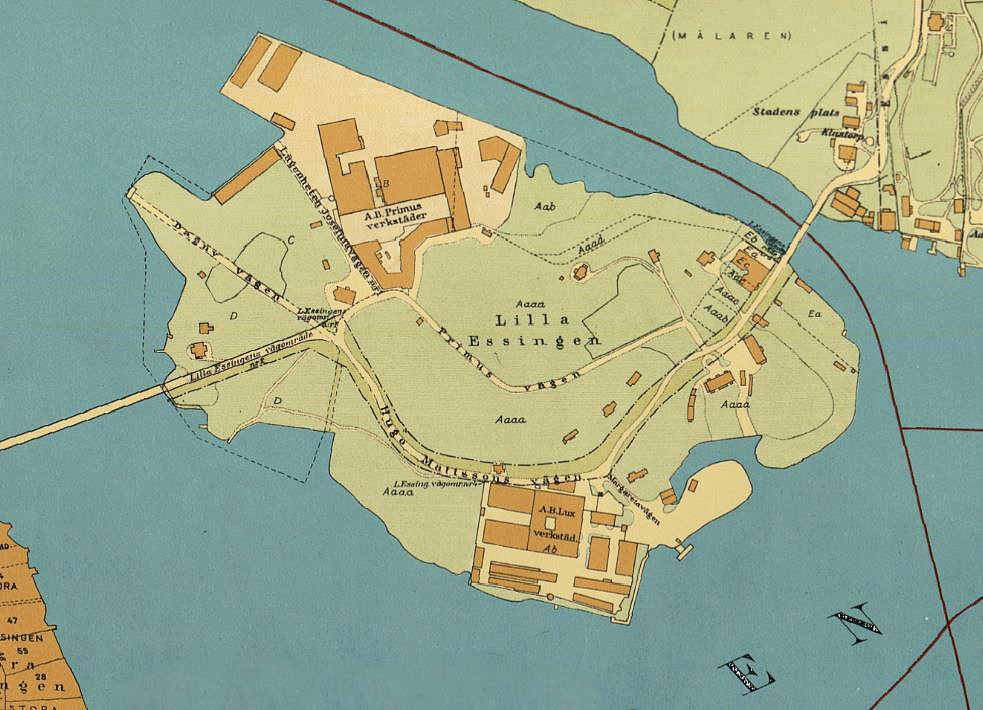
Lux och Primus fabriker 1930.

Aktiebolaget Lux grundades 1901 på Kungsholmen. Företaget tillverkade gaslampor, den så kallade Luxlampan, för utomhusbelysning. Luxlampan kom även till användning i fyrtorn världen över, bland annat som fyrbelysning till Suezkanalen. 
År 1908 flyttade verksamheten till Lilla Essingen som då var ett av stockholmarnas utflyktsmål. Redan två år tidigare etablerades Primusfabriken på Lilla Essingens nordvästra sida. För Lux uppfördes en ny fabrik på öns sydöstra sida, nedanför en bergsbrant och på delvis utfylld mark. Här hade man plats för framtida expandering och en hamnanläggning varifrån man kunde transportera produkterna vidare på Mälaren. 
Lite högre upp, vid dagens Primusgatan 101–103, uppfördes det ännu bevarade putsade kontorshuset (kallad Vita villan) formgiven i jugendstil av arkitekt Sigge Cronstedt. Han gestaltade även företagets monumentala industrihus byggda av oputsat murtegel, så kallad rohbau. Redan 1916 utökades fabriken med ytterligare verkstadslokaler. De ritades och byggdes av Nils Ludvig Lundberg i samma stil som de befintliga byggnaderna. En av dem, längst i öster, finns fortfarande bevarad. Idag har Restaurang Lux sina lokaler här.
Elektriciteten hade ännu inte kommit till Lilla Essingen varför fabrikshallarna behövde ha stor takhöjd för att få plats med tillverkningsmaskinernas alla drivaxlar, trissor och remmar vilka drevs av ångkraft. För dagsljusinsläpp sörjde mittskeppets längsgående fönsterband högst upp och tvärgående lanterniner på huvudbyggnaden. Fönstren gestaltades olika och grupperades harmoniskt i fasaden. Tegelväggarna inramades av dekorativ mönstermurning och hörnen accentuerades av tegeltorn. Arkitekturen minner idag om Sveriges industriella grundartid.

### Historiska bilder (AB Lux)

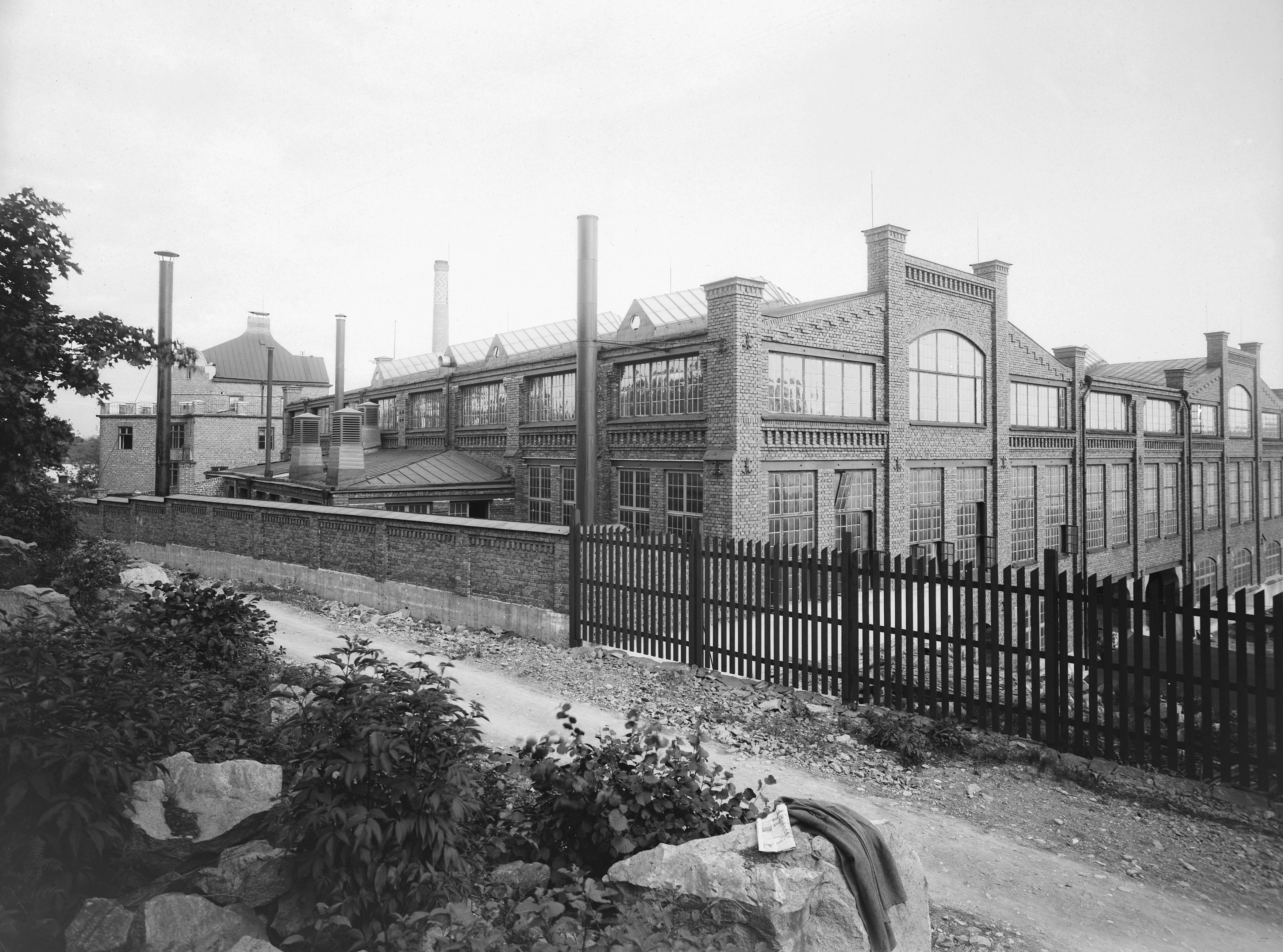
Huvudfabriken 1908.
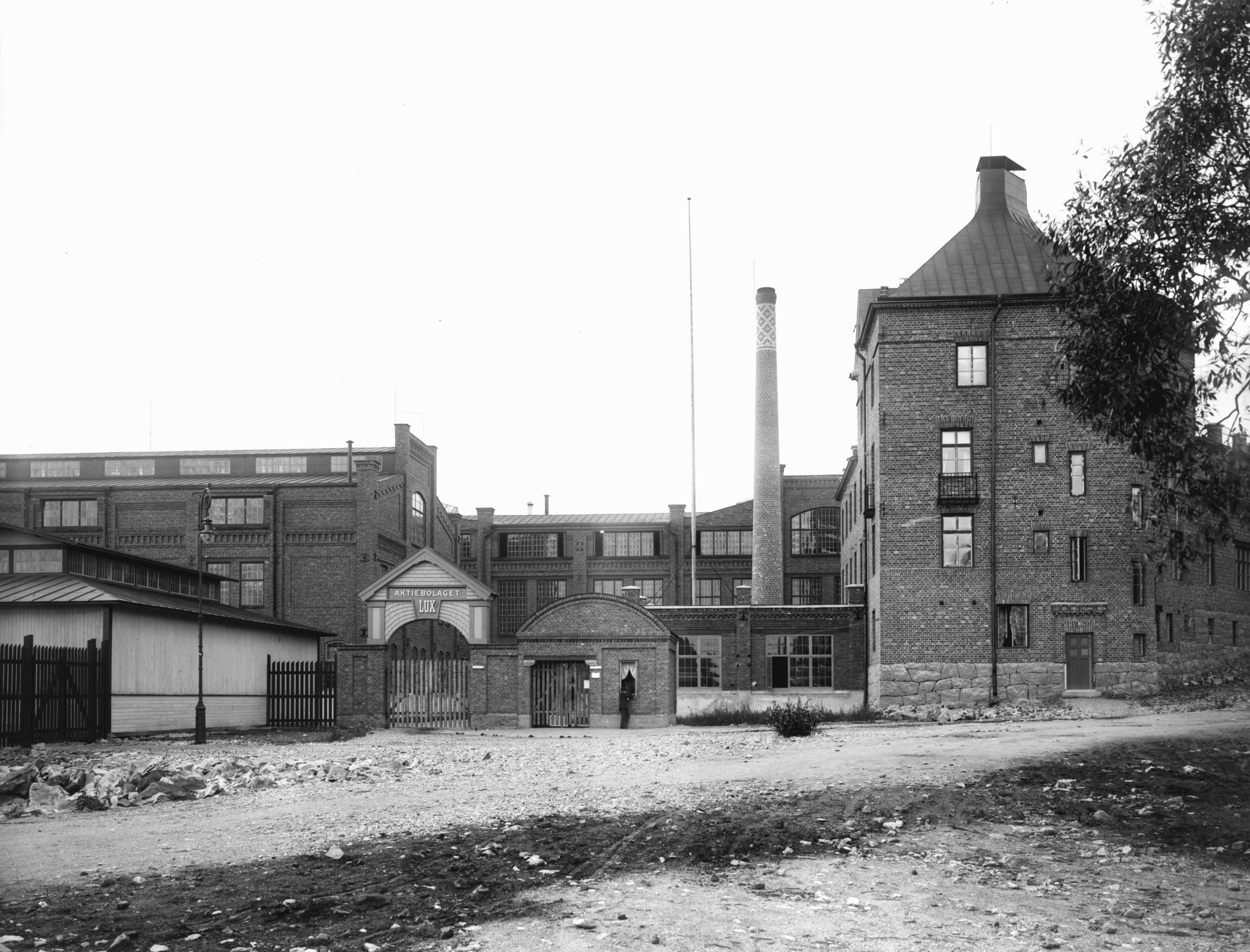
Fabriksinfarten 1914.
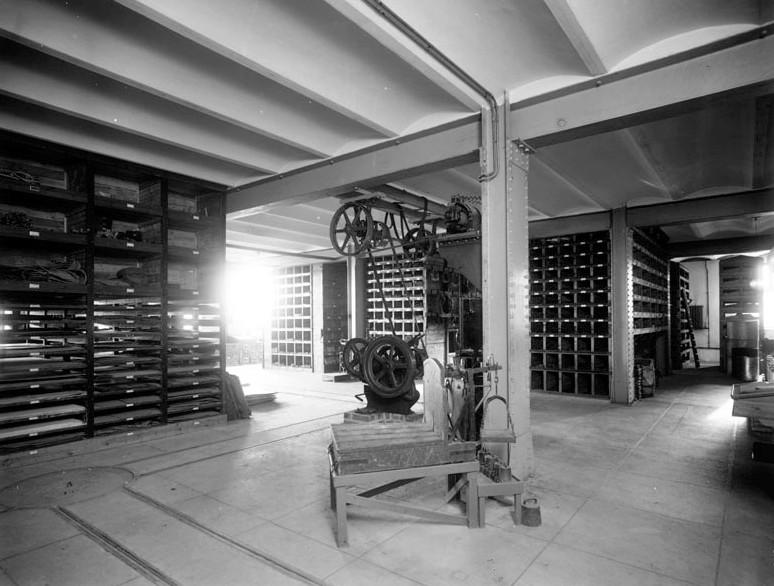
Interiör, 1910-tal.
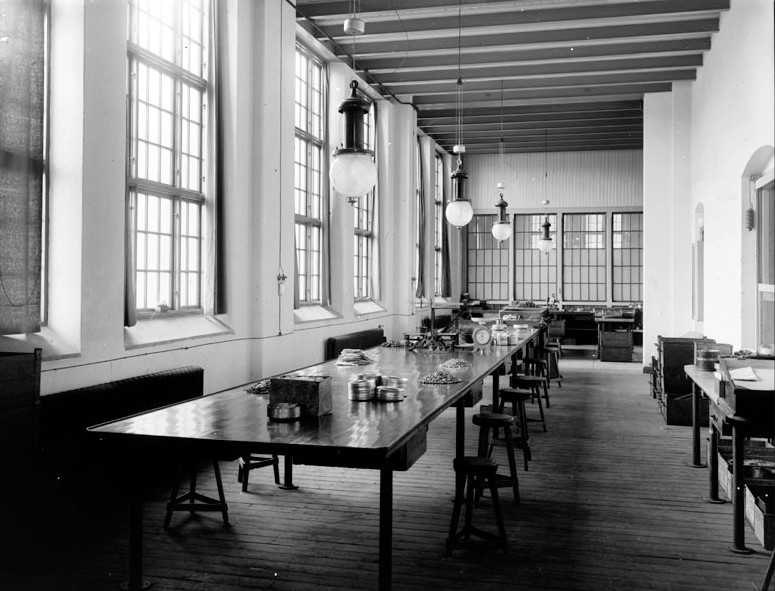
Interiör, 1910-tal.

### AB Lux blir Elektrolux

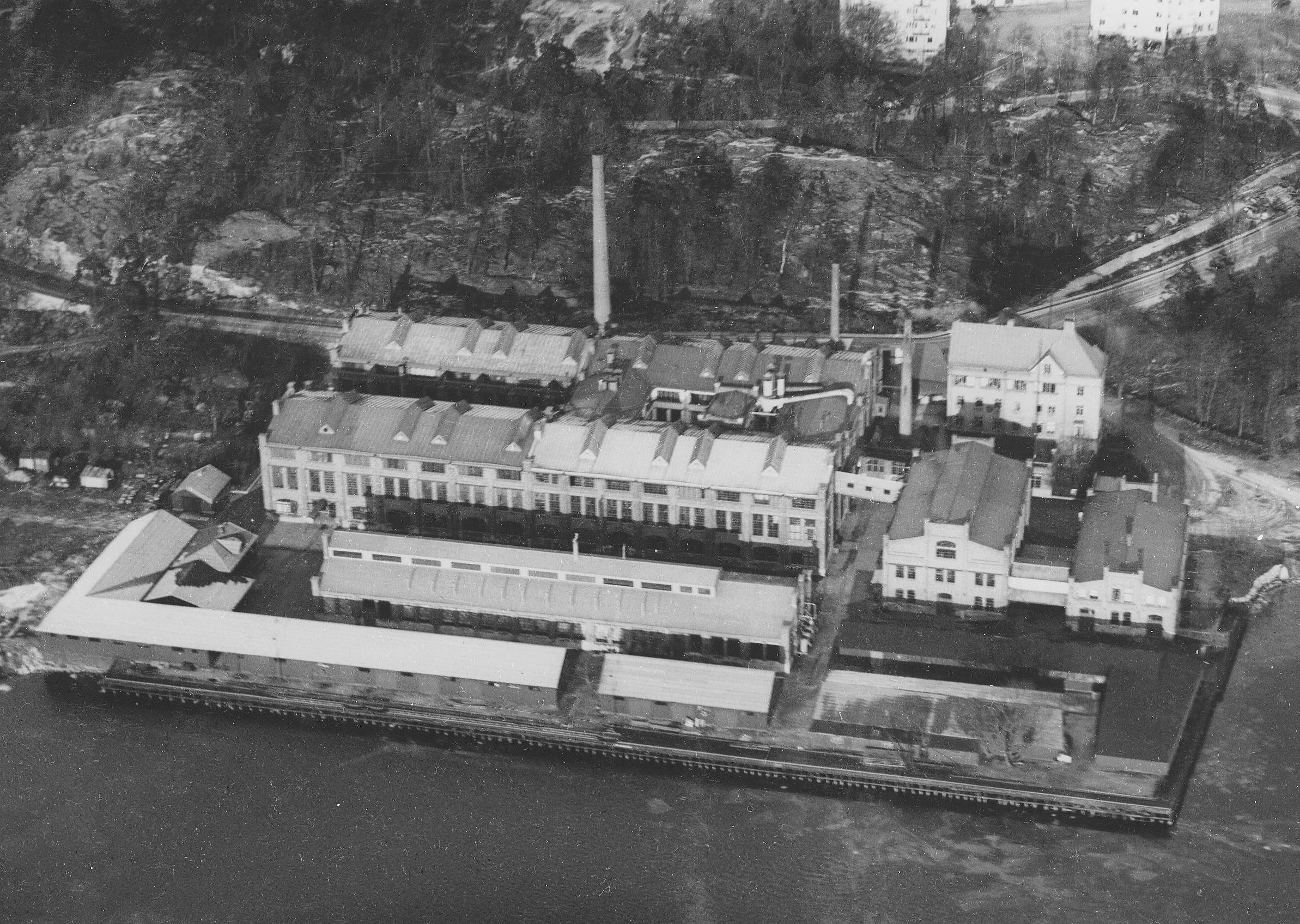
Fabriken 1933 (före branden).

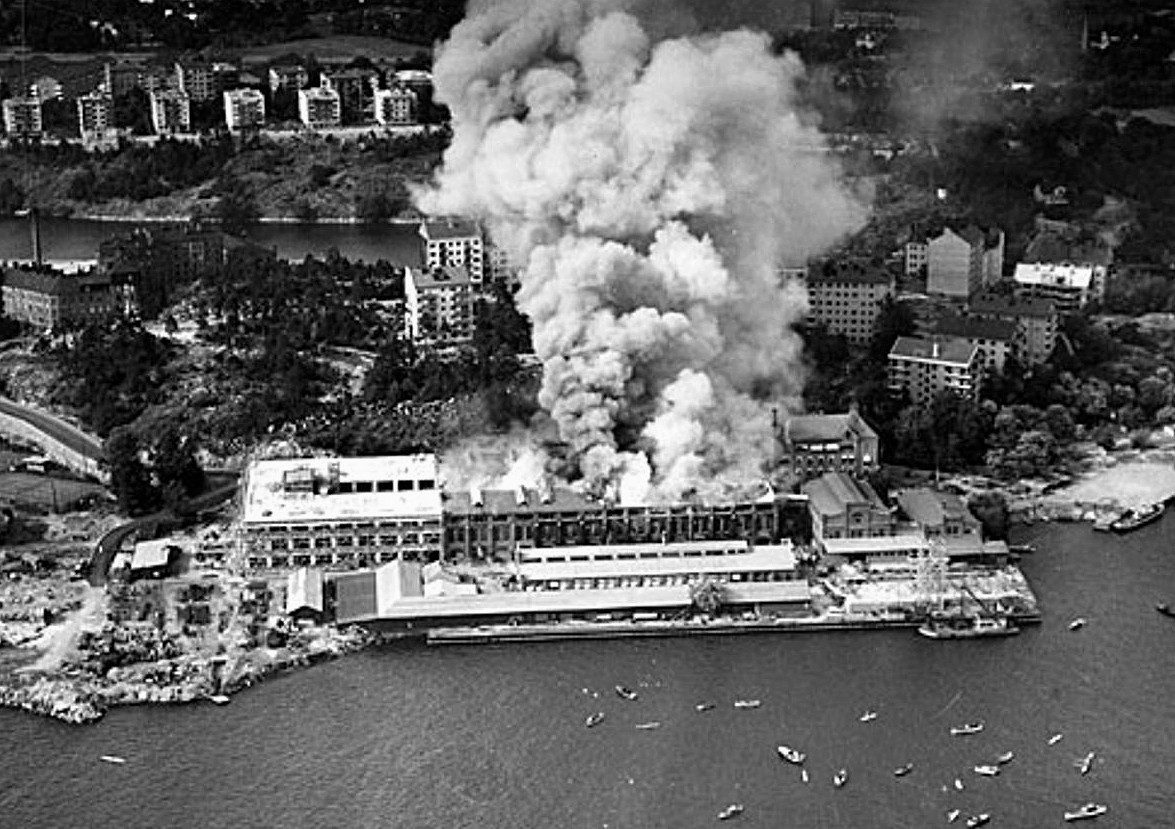
Fabriken brinner, 4 juli 1936.

Efter ett samarbete med Axel Wenner-Gren utökades 1912 produktionen med tillverkning av dammsugare och på fabriksområdet uppfördes nya tillverkningslokaler. Successivt byggdes fabriken ut och 1916 stod flera nya byggnader klara som fick ungefär samma utseende som de ursprungliga. 1919 gick AB Lux ihop med Elektromekaniska AB och bildade det nya bolaget Electrolux (till en början stavat Elektrolux) med Wenner-Gren som verkställande direktör. Dammsugaren var huvudprodukten och blev mycket populär. Man fick leveransproblem och 1919 kunde av 7 000 beställningar bara 4 700 levereras.
Mellan 1924 och 1928 tillkom den långsmala fabriksanläggningen i områdets mitt ritad av Gösta Videgård och byggd av AB Byggindustri. Anläggningen byggdes till 1936 och innehöll gjuteri och senare bakelittillverkning. Den östra delen hör idag till områdets bevarade byggnader. 
Den 4 juli 1936 förstördes fabrikens gamla huvudanläggning genom en brand. Det var en av Sveriges största industribränder som bekämpades av Stockholms brandförsvar med 45 brandmän från sex stationer, både med flodspruta, brandbilar och frivilliga krafter. Den nya fabriksdelen som just var under uppförande drabbades dock inte och produktionen kunde fortsätta. Två år senare var den eldhärjade fabriken återuppbyggd (se Branden på Electrolux, juli 1936).
År 1937 invigdes även en stor laboratoriebyggnad i området sydöstra hörn. Huset fick en yta av 5 000 m² fördelades på sex våningar och formgavs av arkitekt Björn Hedvall i stram funktionalistisk tegelarkitektur. Här inrättades bland annat kyl- och dammsugarlaboratorier och olika experimentverkstäder. Laboratoriebyggnaden påbyggdes 1962 med en våning, samtidigt uppfördes intilliggande kontorshus som blev Electrolux huvudkontor. Båda betraktades av Stadsmuseet som karaktärsbyggnader mot vattnet och behölls därför, ombyggda till bostadshus.

### Historiska bilder (Electrolux)

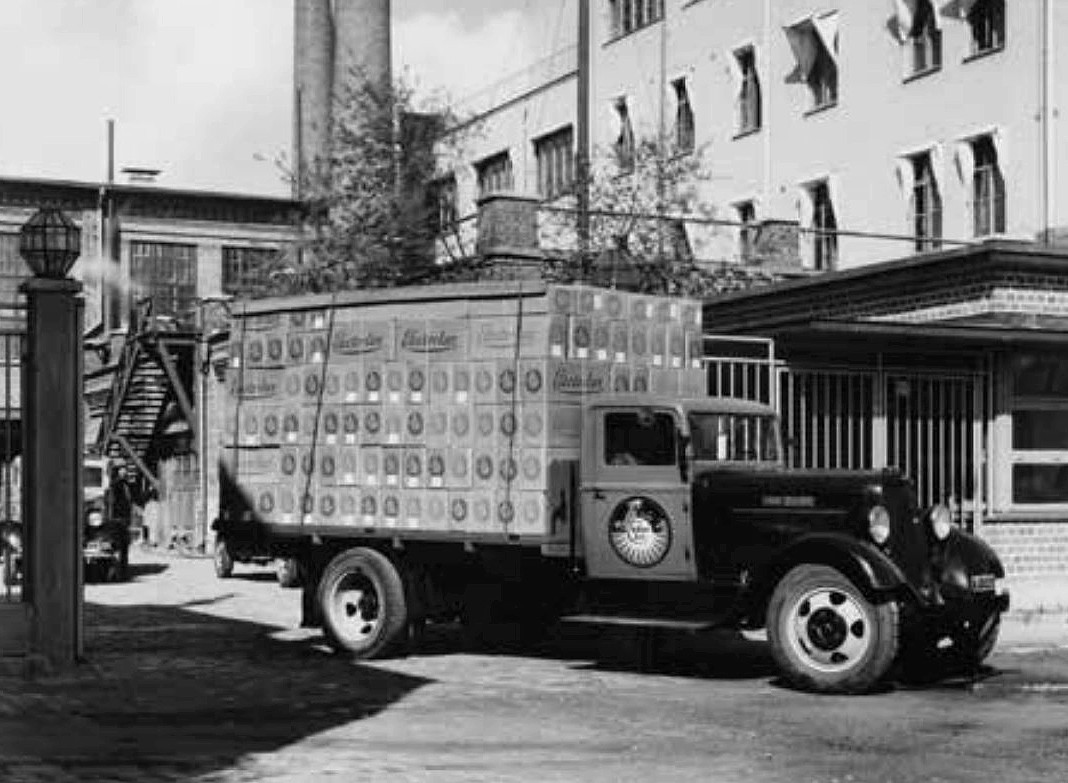
Lastbil lämnar fabriksområdet, 1930-tal.
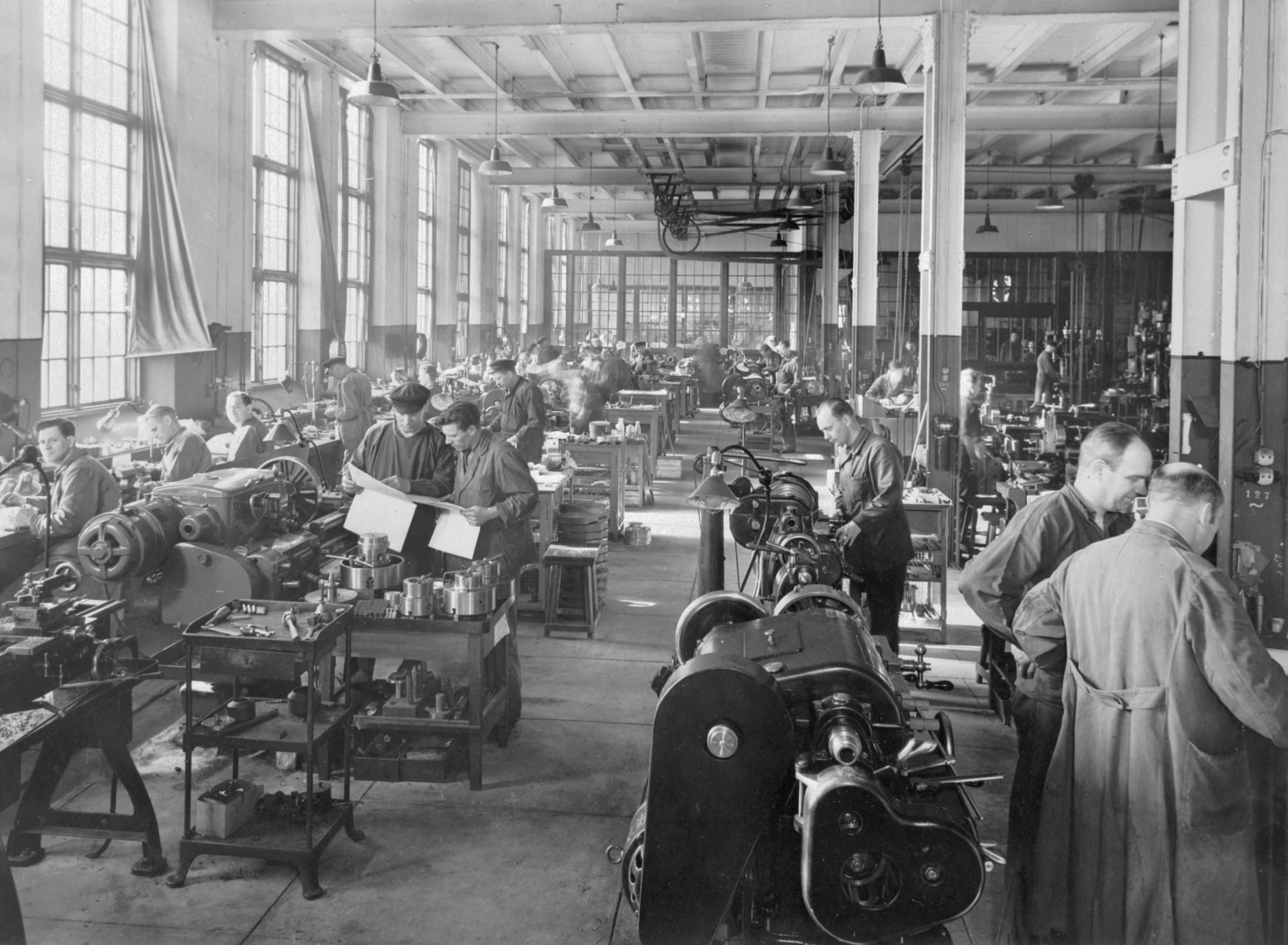
I stora fabriksbyggnaden 1933.
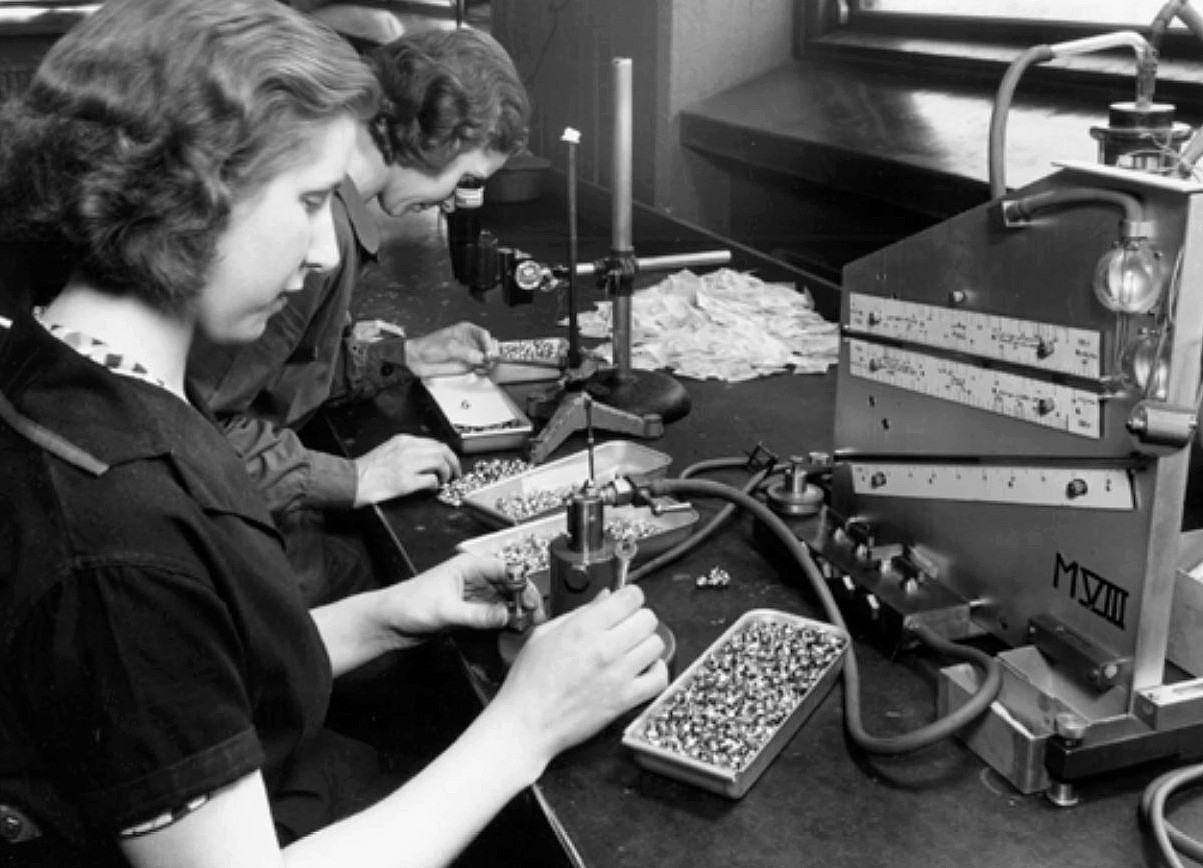
Tillverkning av gengasaggregat, 1940-tal.
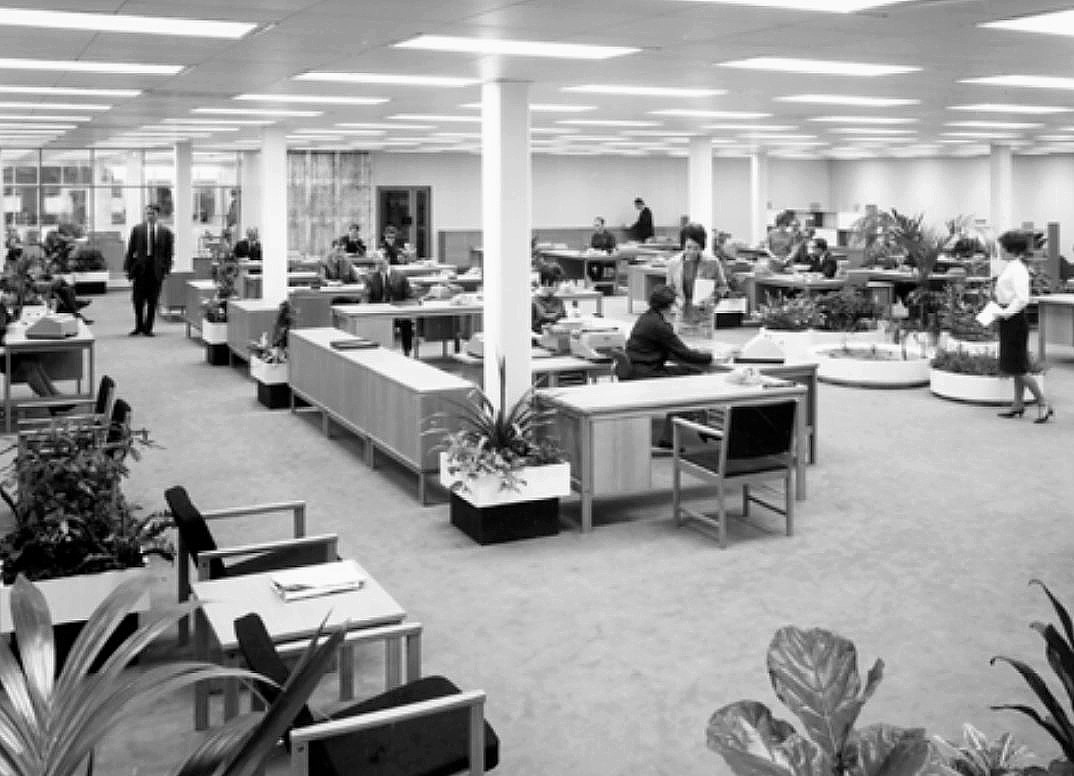
Electrolux huvudkontor, 1960-tal.

## Luxfabrikens område idag

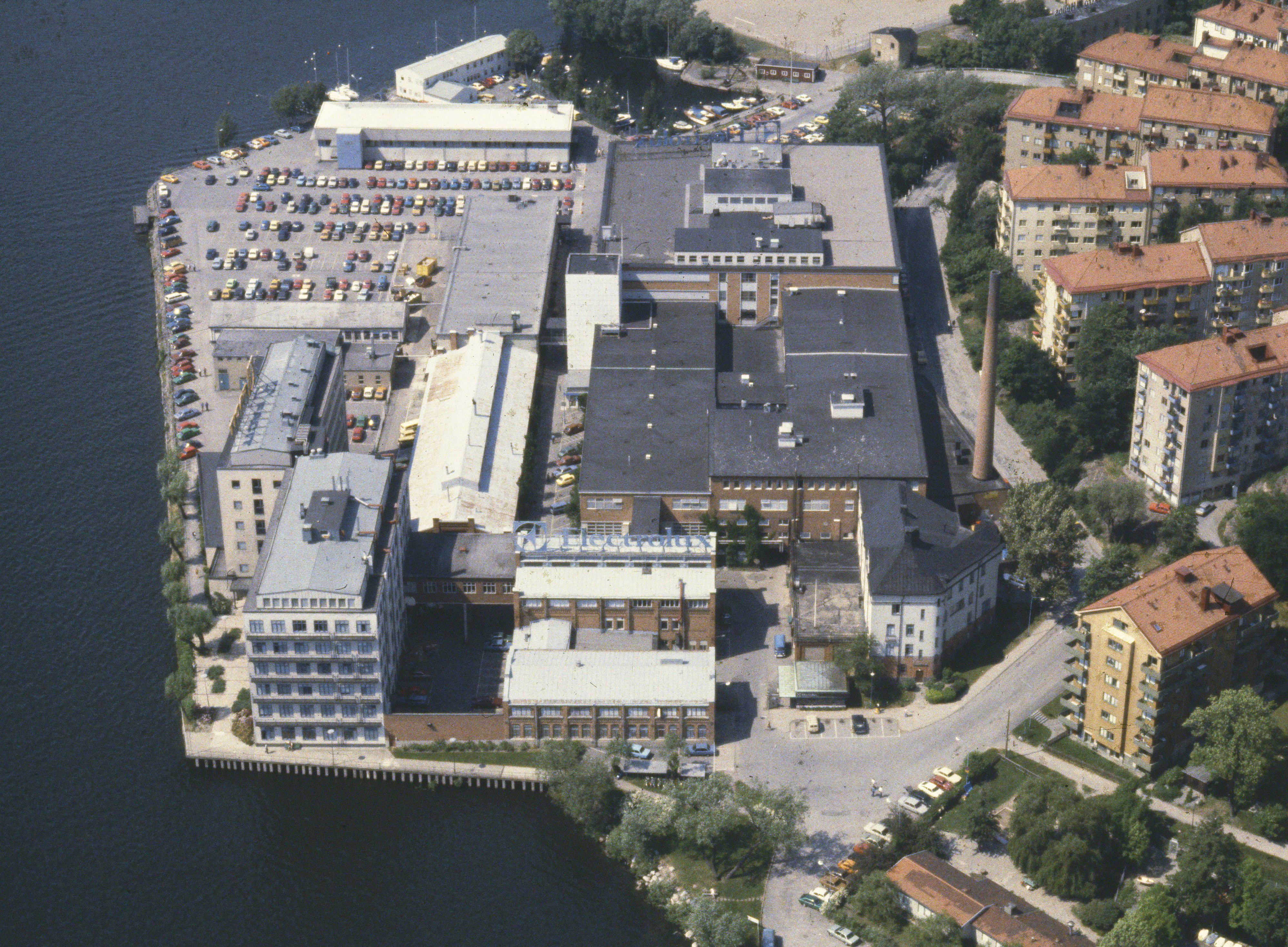
Fabriken 1980.

År 1999 lämnade Electrolux Lilla Essingen och fabrikstomten förvärvades av JM Byggnads och Fastighets AB. Stadsmuseet i Stockholm ville skydda hela området som byggnadsminne eftersom anläggningen var den sista i Stockholm ”som speglar ett företags utveckling från liten snilleindustri i seklets början till ett världsomspännande storföretag nästan 100 år senare”. En byggnadsminnesförklaring blev dock inte av.
Två nya detaljplaner utarbetades som vann laga kraft i januari respektive september 2001. Avsikten med planerna var att medge ny bostadsbebyggelse och att bevara några äldre, kulturhistoriskt värdefulla byggnader från AB Lux och Electrolux tid. Genom området planerades även en ny lokalgata (dagens Primusgatan) och kvartersnamnen som Lux, Gjuterihuset och Köksfläkten skulle påminna om den tidigare verksamheten. Mellan 2003 och 2006 uppfördes sedan bostadsbebyggelsen efter ritningar av Swecos arkitektavdelning (mot Essingeleden), ÅWL Arkitekter (vid Primusgatan) och Erséus Arkitekter (inre delen).
Sex byggnader på fabriksområdets östra del bevarades och byggdes om till bostäder, restaurang och kontor. Fastigheterna Q-märktes i detaljplanen, tre av dem är blåklassade av Stadsmuseet. 

### Bevarade byggnader
- Kontorshuset (Vita Villan) från 1908 (Primusgatan 101-103)
- Fabriksbyggnad från 1908 (Primusgatan 112)
- Fabriksbyggnad från 1916 (Primusgatan 114)
- Fabriksbyggnad från 1924–1928, östra del (Patentgatan 8-12)
- Laboratoriebyggnad från 1935 (Primusgatan 106-110)
- Kontorsbyggnad från 1962 (Primusgatan 100-104)
- Delar av huvudfabrikens södra fasad finns bevarade i bottenvåningen av huslängan Patentgatan 1-11

### Bilder (bevarade byggnader)

Före detta verkstadsbyggnader
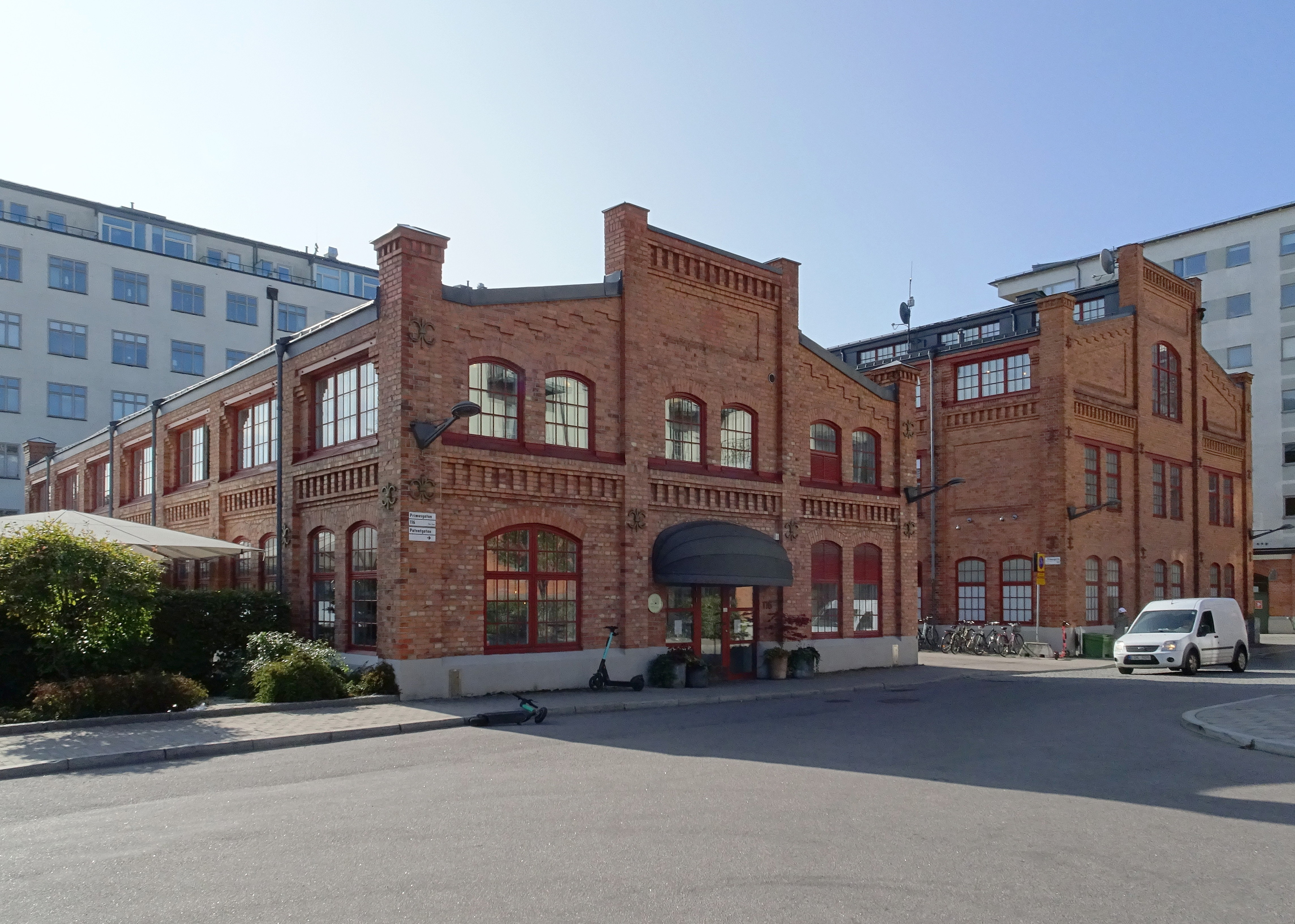
Fabriksbyggnader från 1916 (närmast) och 1908.
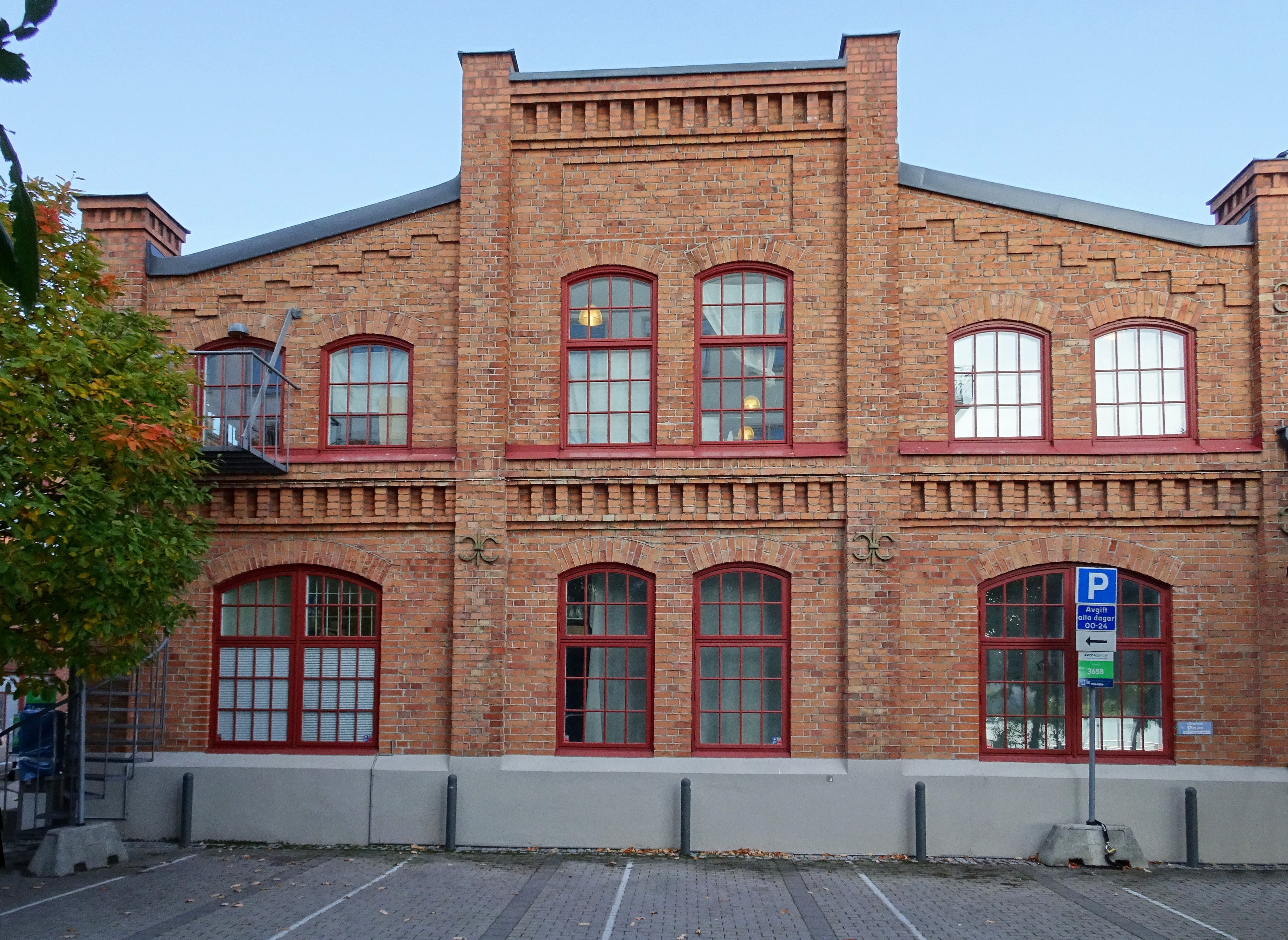
Fabriksbyggnad (gavel) från 1916.
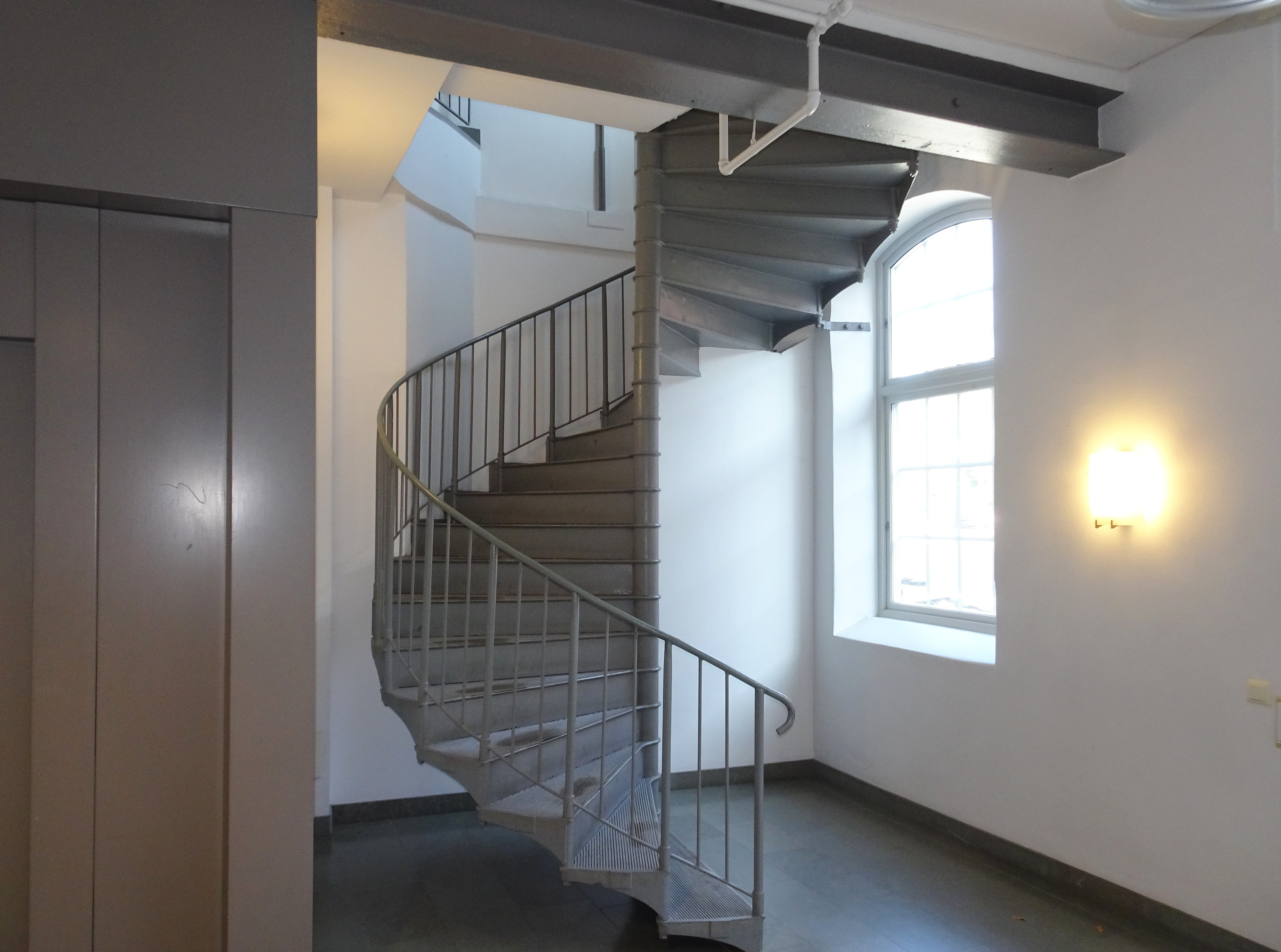
Fabriksbyggnad från 1908, interiör.
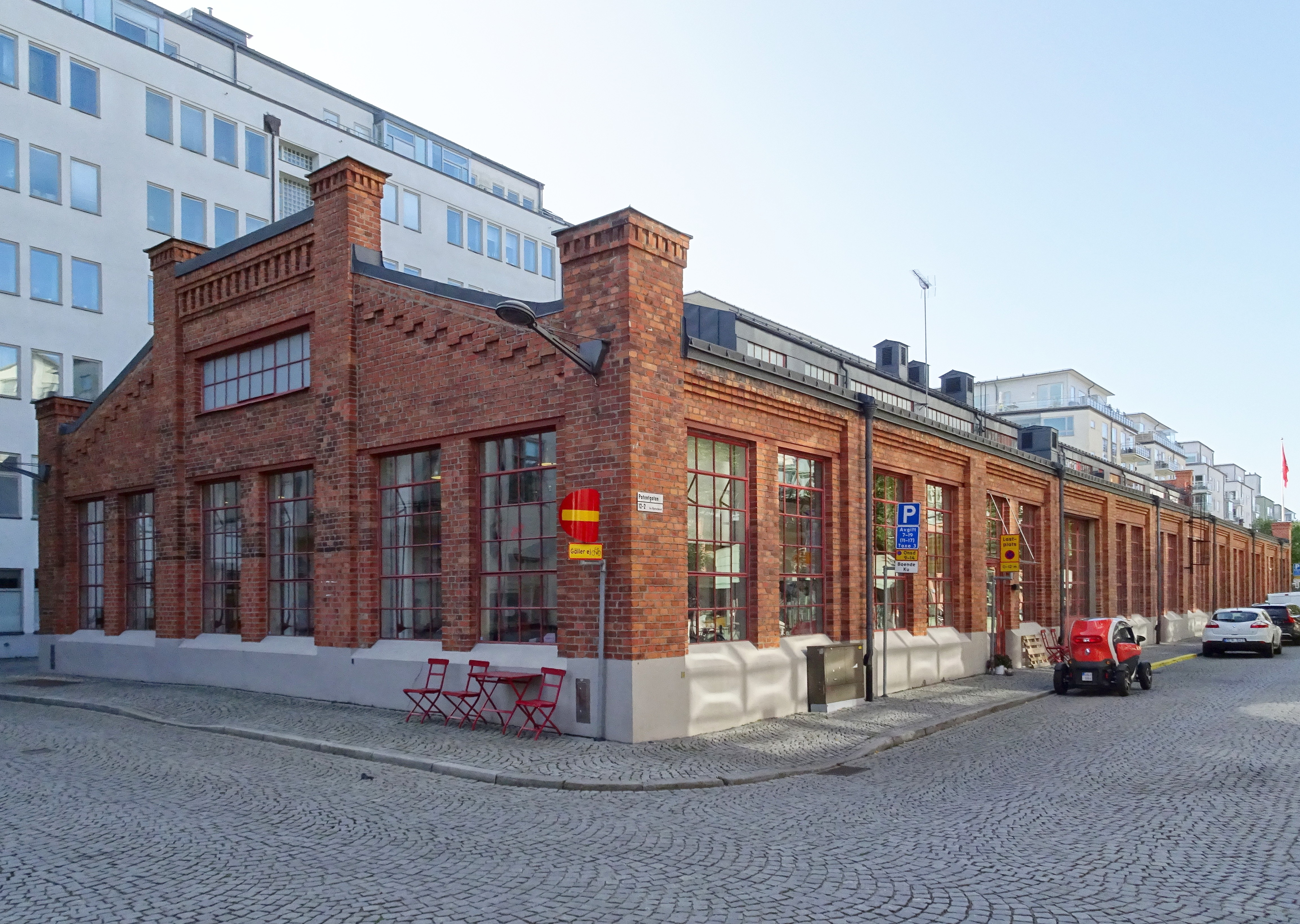
Fabriksbyggnad från 1924.

Fasaddetaljer
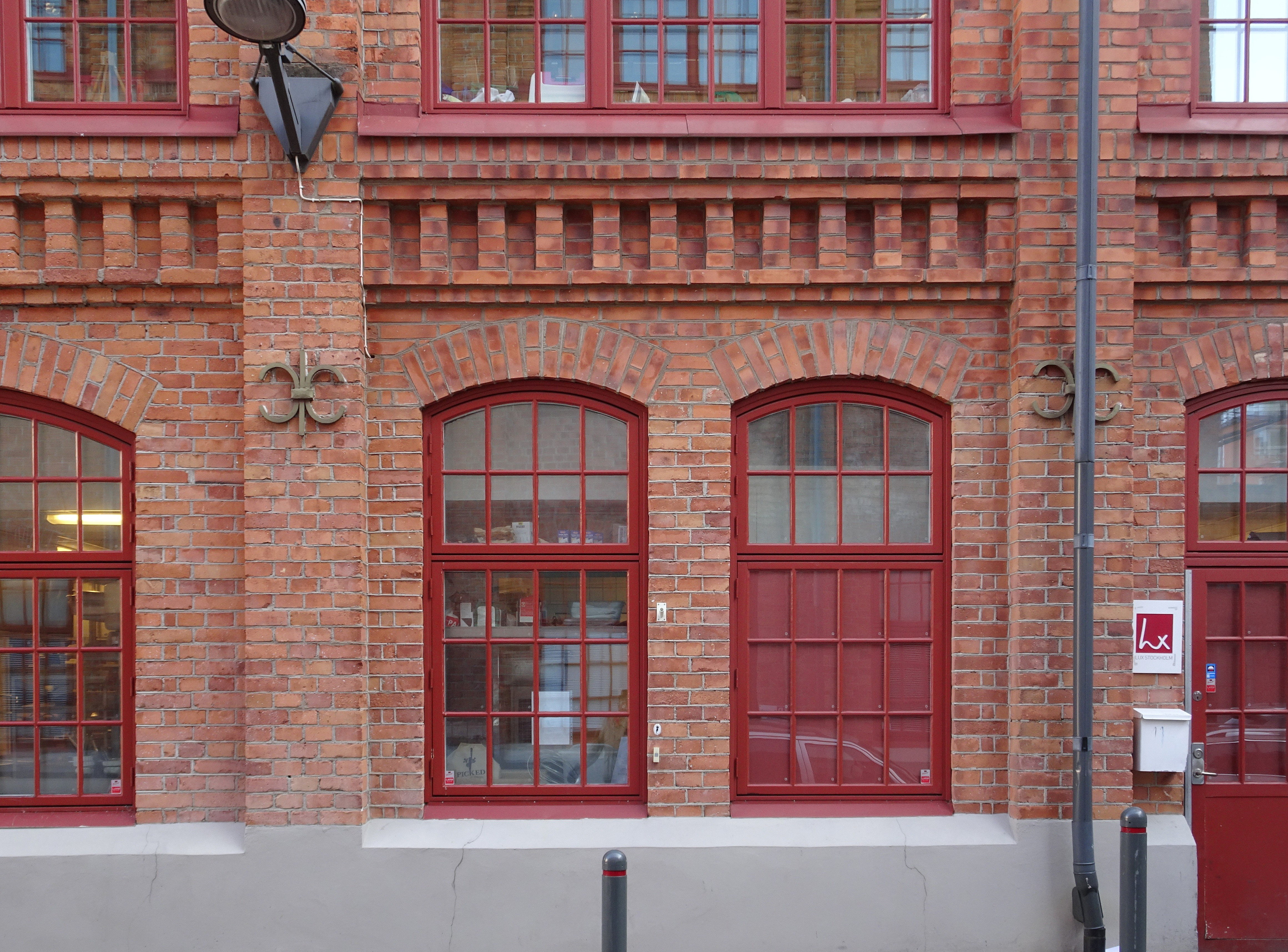
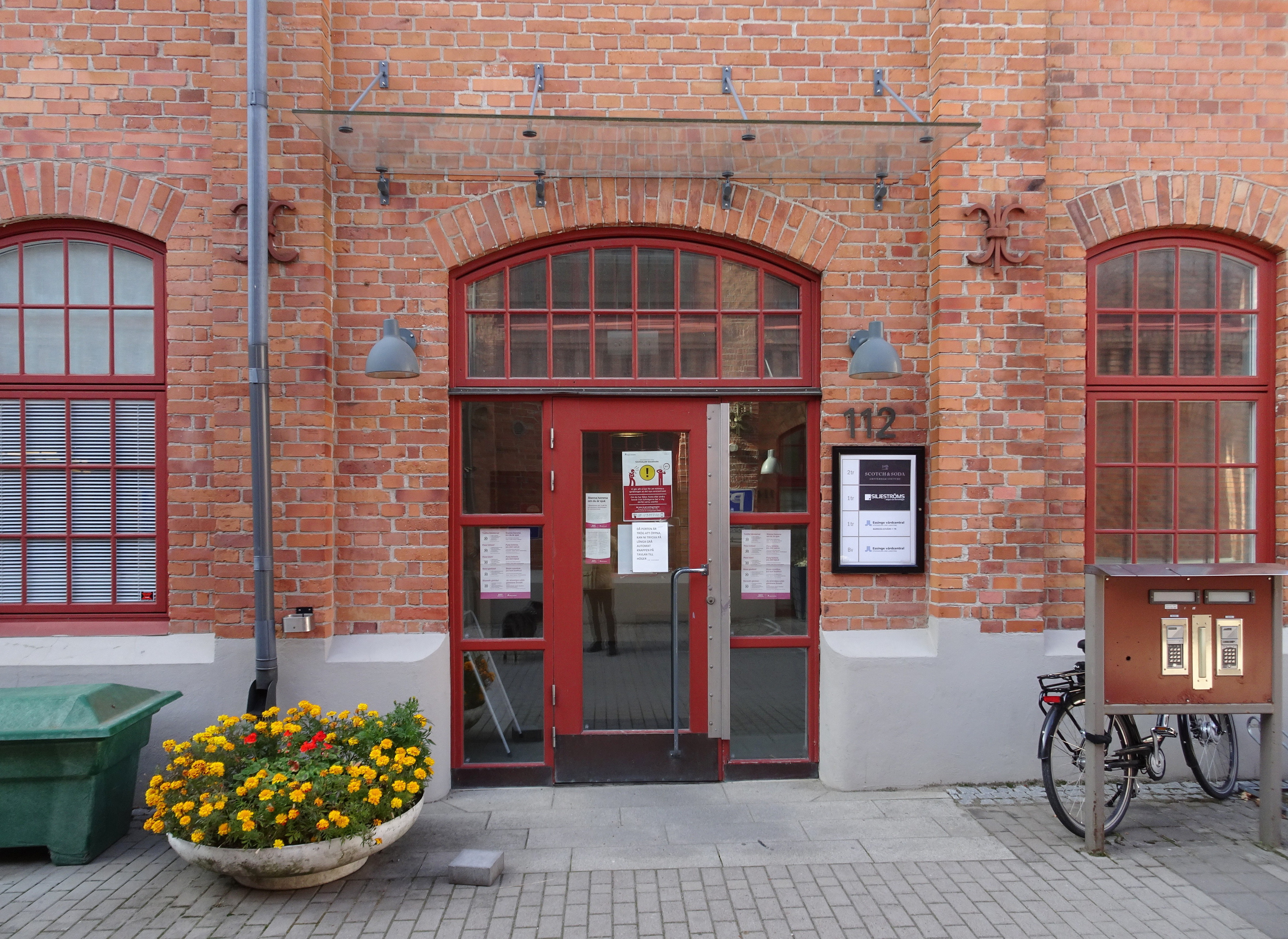
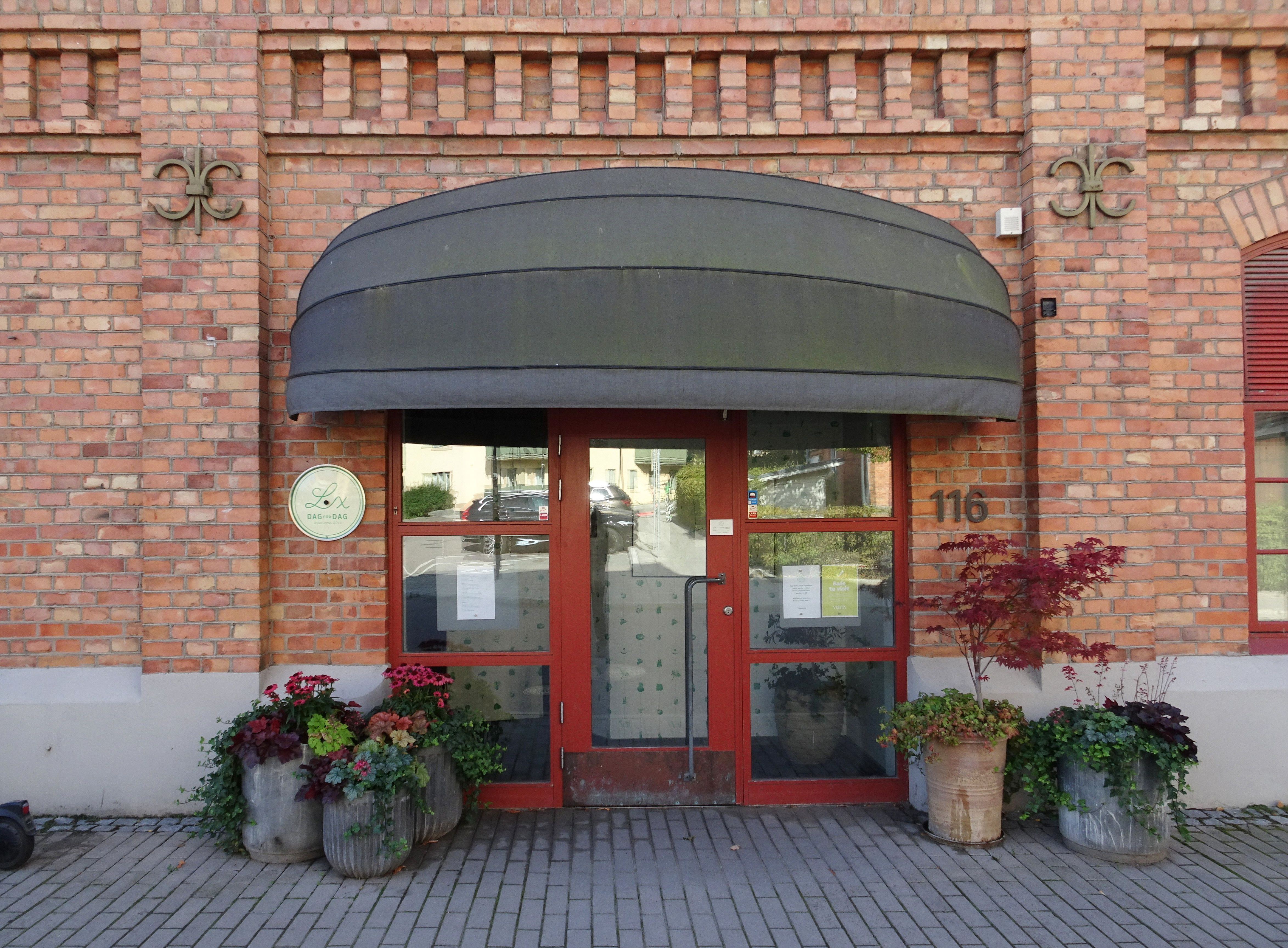
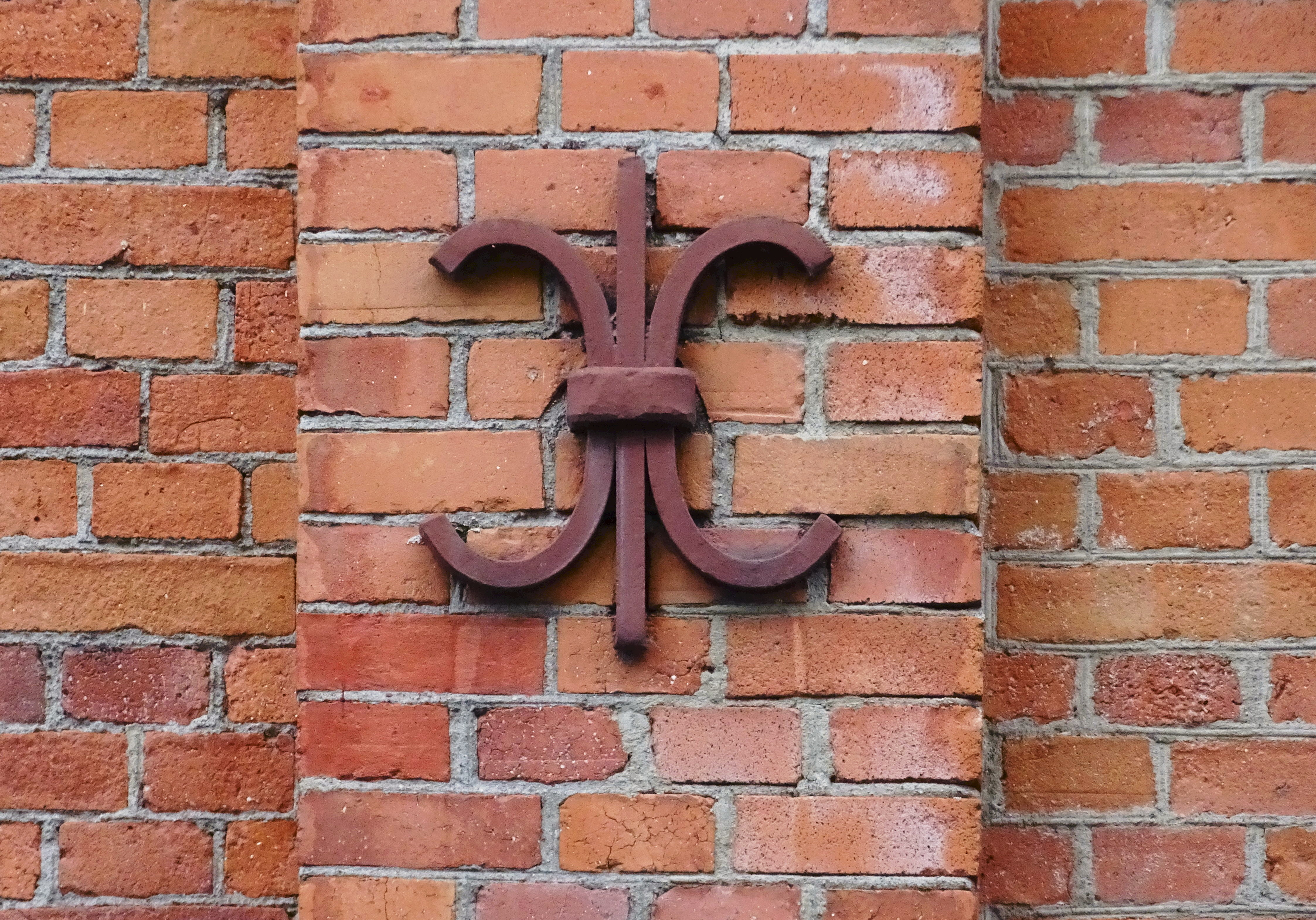

Övriga bevarade byggnader
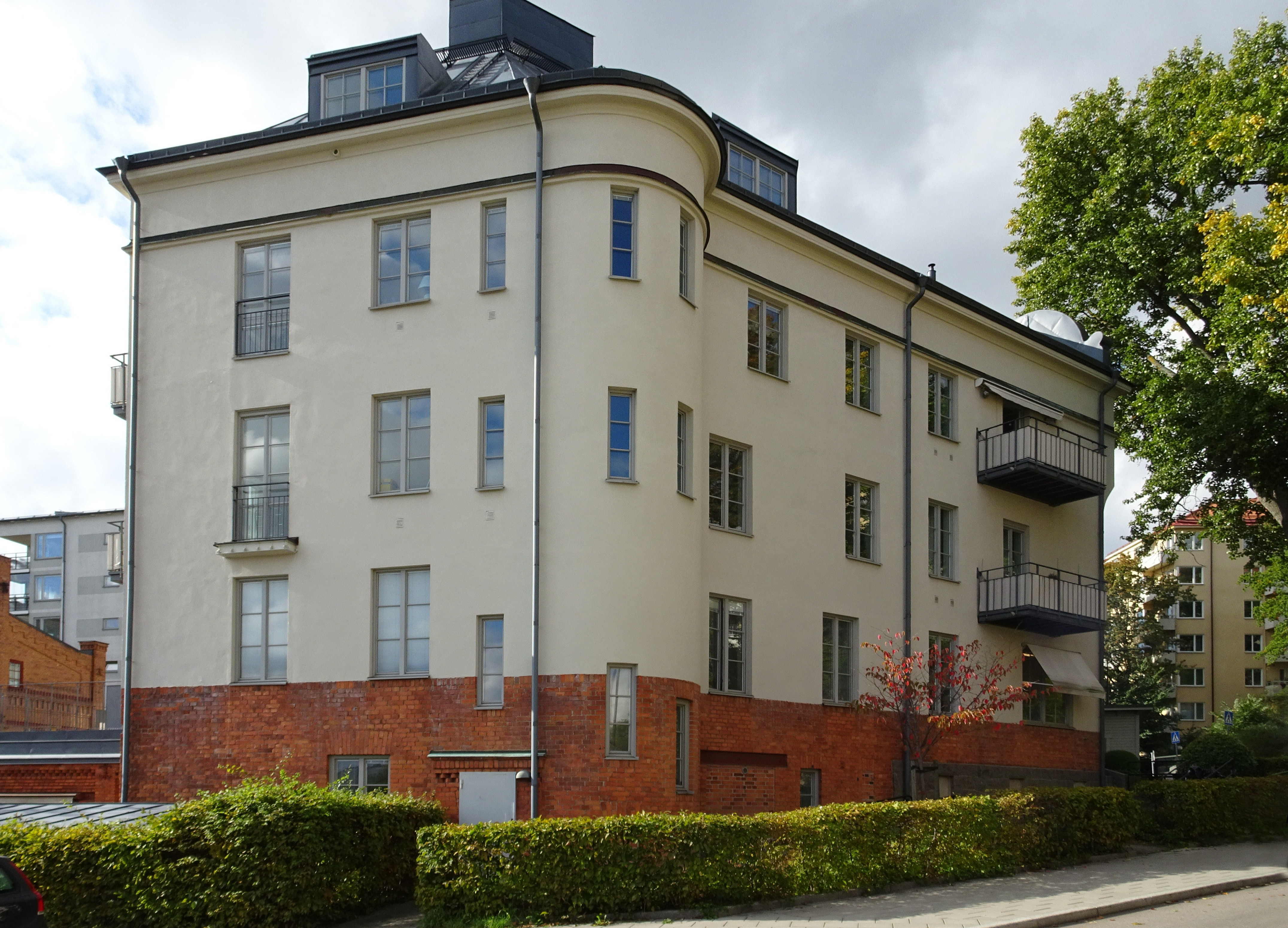
"Vita villan".
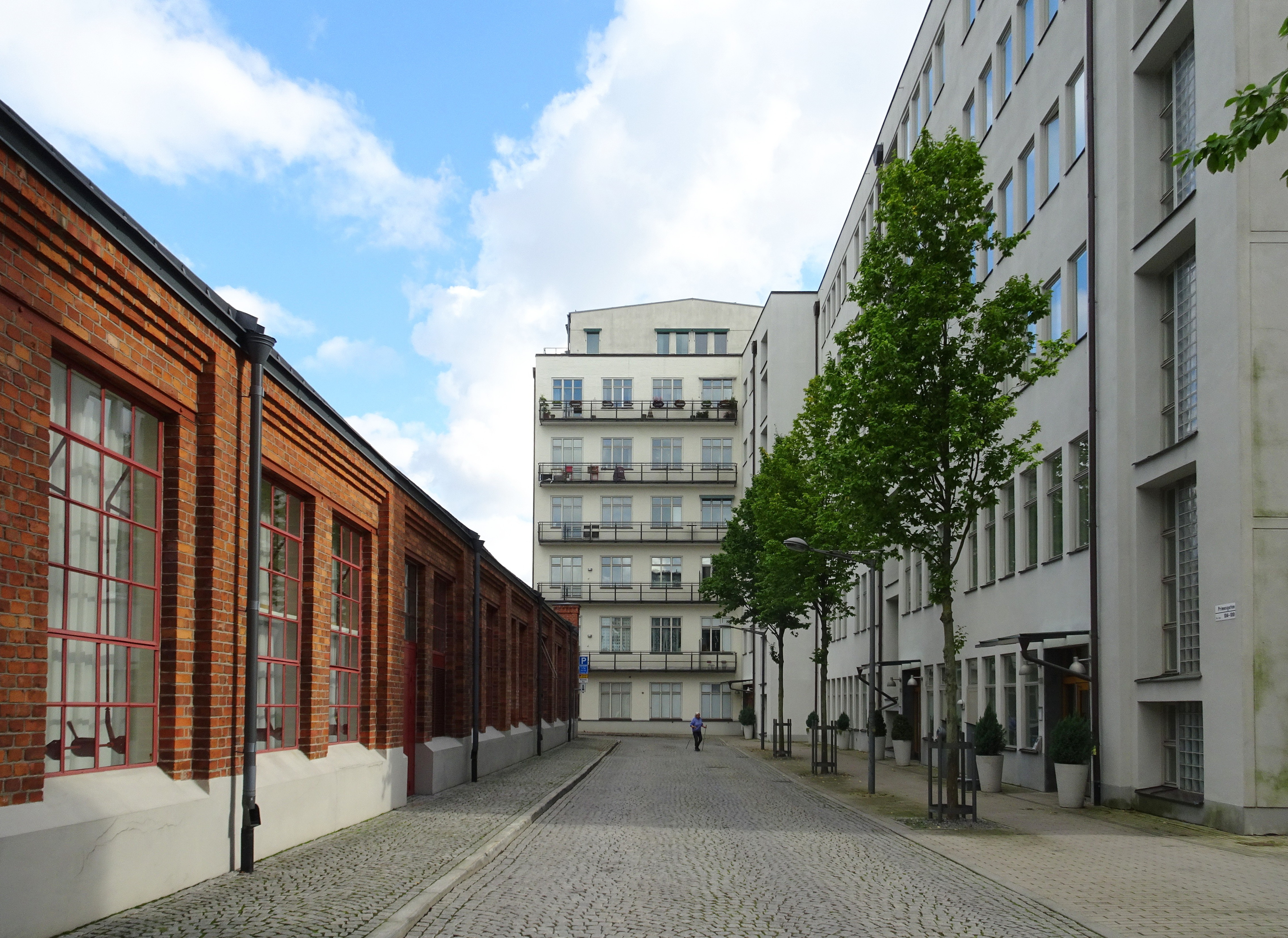
Före detta huvudkontor till höger och före detta centrallabbet rakt fram.
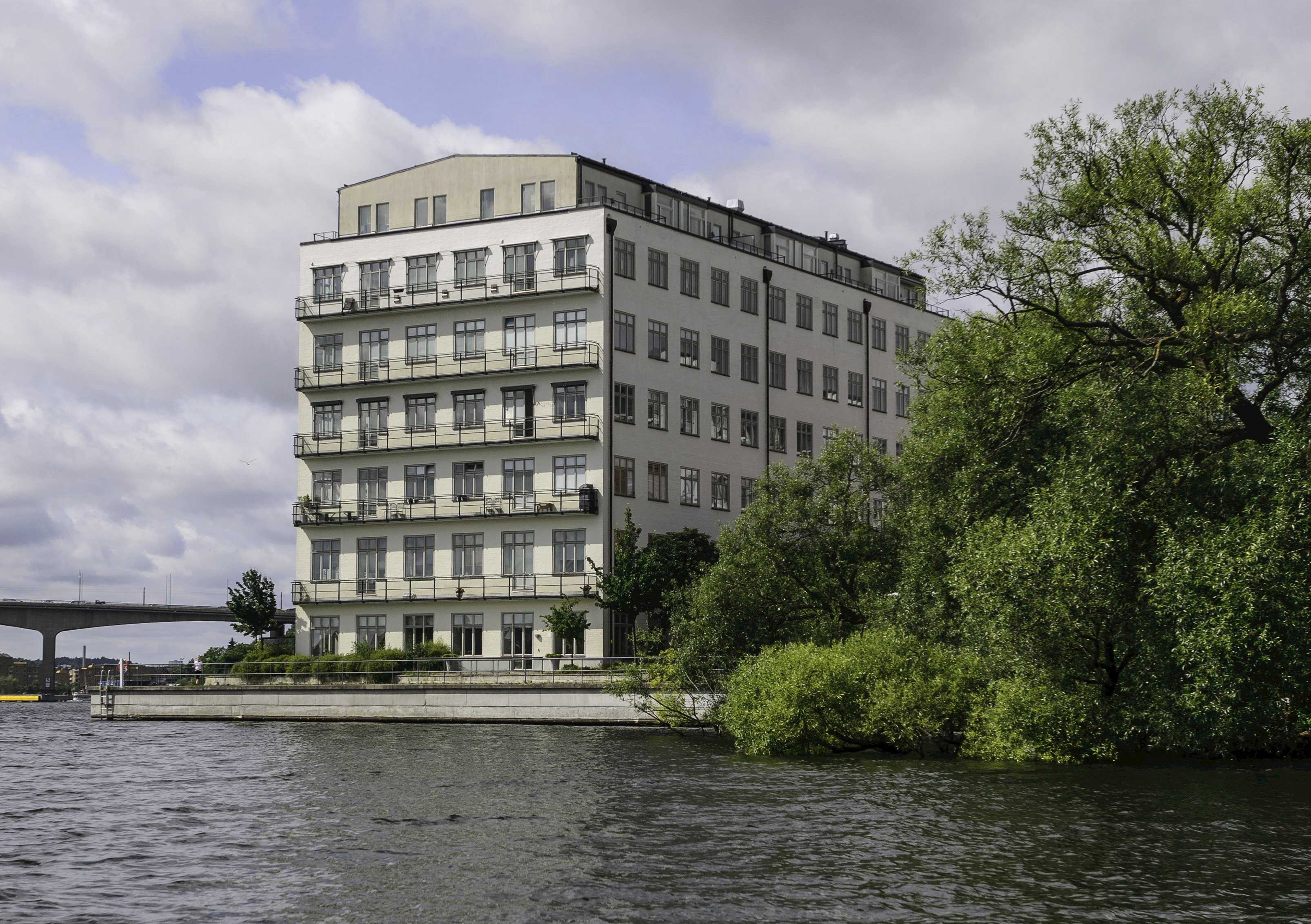
Electrolux före detta centrallaboratorium.
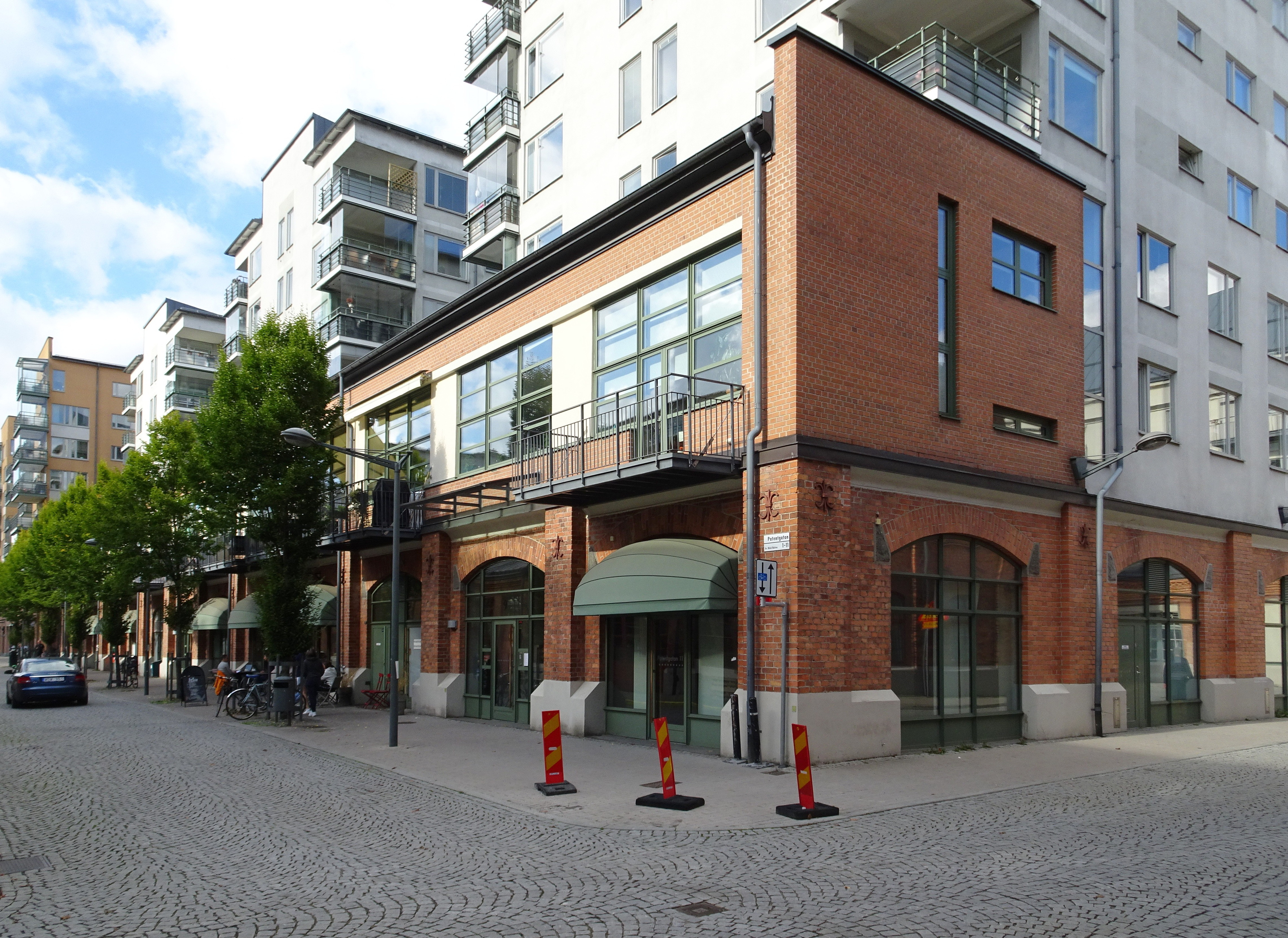
Delar av huvudfabrikens gamla fasad i nybyggnadens bottenvåning.